# Щербаков, Василий Самуилович
Василий Самуилович Щербаков (1921—2004) — советский военнослужащий, старший лейтенант, танкист. Участник Великой Отечественной войны, Герой Советского Союза.

## Биография
Василий Щербаков родился 14 октября 1921 года в семье крестьянина в деревне Ордовка ныне Руднянского района Смоленской области. В школе учился семь лет, после чего работал на Гусинском кожзаводе, где стал мастером по пошиву обуви. В 1940 году призван в Красную армию. С 1942 года был членом ВКП(б)/КПСС.
Участвовал в Великой Отечественной с первых же дней. Принимал участие в обороне Смоленщины и Москвы, после чего был направлен в бронетанковую офицерскую школу, где получил звание лейтенанта. Через год вернулся на фронт в одну из частей 4-го Украинского фронта. В первых же боях танк Щербакова подбил три немецких танка, сам Щербаков был ранен и вернулся на фронт лишь в 1944 году.
В 1944 году отличился в боях в Венгрии и Румынии. В августе того же года взвод Щербакова вышел к реке Прут около румынского города Хуши, отрезав путь к отступлению силам немцев. 12 октября в районе венгерского города Пюшнен-Ладань взвод лейтенанта вступил в бой с десятью хорошо замаскированными немецкими «Пантерами». Удачно и ловко маневрируя, Щербаков сумел за десять минут подбить четыре танка, три пушки и бронетранспортёр врага. За этот бой был представлен к геройскому званию.
Участвовал в Параде Победы 1945 года. С 1947 года служил в запасе, жил на Украине, затем в Смоленске, где работал председателем промартели, оператором на мясокомбинате.

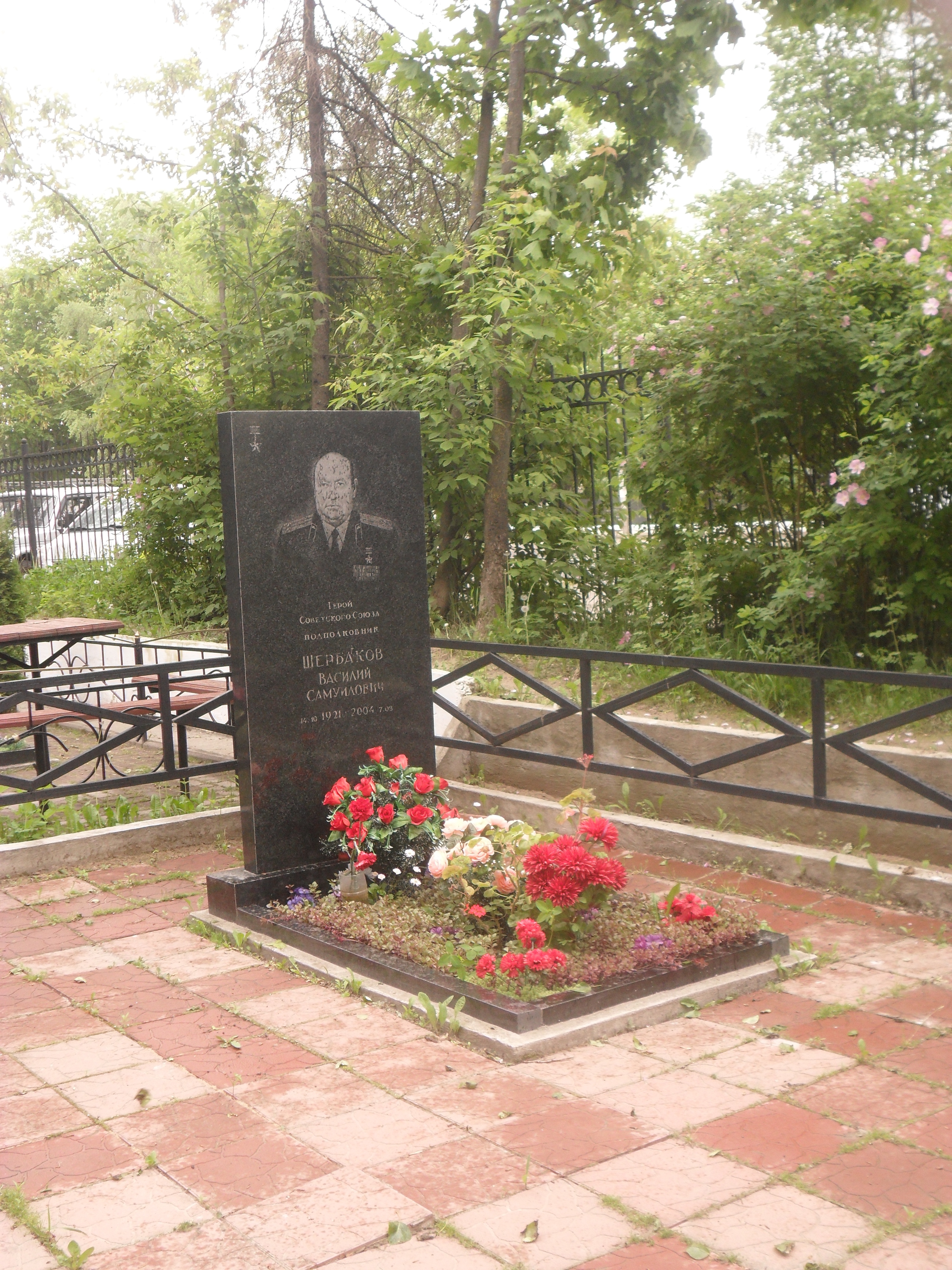
Памятник на могиле Василия Щербакова

Скончался 7 августа 2004 года, похоронен в Смоленске на Братском кладбище. На могиле Щербакова стоит памятник.

## Награды
Указом Президиума Верховного Совета СССР от 24 марта 1945 года за образцовое выполнение заданий командования и проявленные мужество и героизм в боях с немецко-фашистскими захватчиками старшему лейтенанту Василию Самуиловичу Щербакову присвоено звание Героя Советского Союза с вручением ордена Ленина и медали «Золотая Звезда» (№ 7352). 
Награждён двумя орденами Отечественной войны 1-й степени, орденом Красной Звезды, медалями.

## Память
В 2000 году имя Щербакова было присвоено Привольской основной школе Руднянского района, на здании была установлена мемориальная доска. В Сквере ветеранов в Рудне установлена мемориальная доска.